# Đậu Đình Toàn
Đậu Đình Toàn là một sĩ quan cấp cao trong Quân đội nhân dân Việt Nam, hàm Trung tướng, ông nguyên là Cục trưởng Cục Quân huấn Quân đội nhân dân Việt Nam.

## Thân thế và binh nghiệp
Ông quê ở Thanh Mai, Thanh Chương, Nghệ An.
Ông trưởng thành từ người chiến sĩ đến cương vị Tư lệnh tại Quân đoàn 3.
Trước năm 2012, ông làm Phó Tư lệnh kiêm Tham mưu trưởng Quân đoàn 3.
Năm 2012, được bổ nhiệm giữ chức Tư lệnh Quân đoàn 3
Tháng 6 năm 2015, ông được điều động về giữ chức Cục trưởng Cục Quân huấn Quân đội nhân dân Việt Nam.
Tháng 7 năm 2018, ông nghỉ hưu
Thiếu tướng (2012), Trung tướng (2016)